# Vườn Saxon
Vườn Saxon (tiếng Ba Lan: Ogród Saski) là một khu vườn công cộng rộng 15,5 ha  ở trung tâm (Śródmieście) Warsaw, Ba Lan, đối diện quảng trường Piłsudski. Đây là công viên công cộng lâu đời nhất trong thành phố. Được thành lập vào cuối thế kỷ 17, nó được mở cửa cho công chúng vào năm 1727  là một trong những công viên có thể tham quan công khai đầu tiên trên thế giới.

## Lịch sử

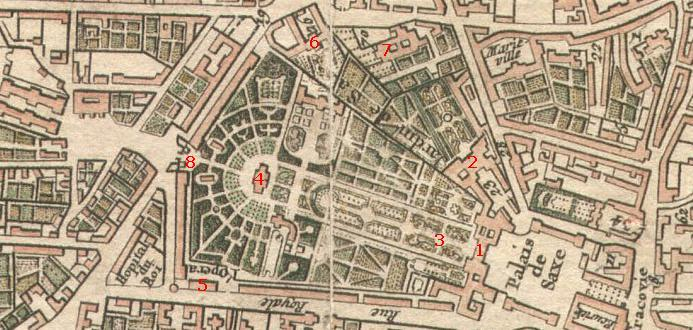
Kế hoạch của Vườn Saxon.

Vườn Saxon ban đầu là nơi xây dựng các công sự của Warsaw, " Những bức tường thành của Sigismund " và của một cung điện được xây dựng vào năm 1666 cho quý tộc quyền lực, Jan Andrzej Morsztyn. Khu vườn được mở rộng dưới triều đại của vua Augustus II, người đã gắn nó với " Trục Saxon ", một dãy công viên và cung điện nối liền vùng ngoại ô phía tây Warsaw với sông Vistula.
Ban đầu là một công viên kiểu ba-rốc Pháp, vào thế kỷ 19, nó đã được biến thành một công viên cảnh quan lãng mạn kiểu Anh. Bị phá hủy trong và sau cuộc nổi dậy Warsaw, nó được xây dựng lại một phần sau Thế chiến II.

## Tính năng, đặc điểm

### Thế kỷ 18
Khu vườn là một ví dụ điển hình cho việc lấy cảm hứng từ kiến trúc Pháp của công viên Versailles. Công viên bắt đầu từ mặt tiền phía sau của cung điện, nằm dọc theo một con hẻm dài với nhiều tác phẩm điêu khắc. Đại lộ trung tâm dẫn thẳng đến cung điện, giống như ở các công viên thời Pháp khác. 

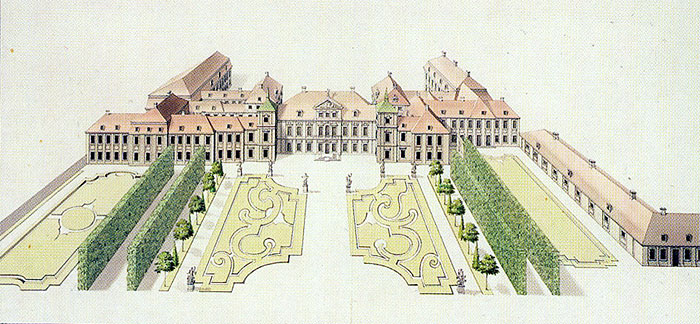
Cung điện Saxon

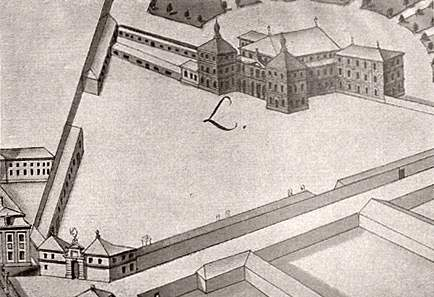
Cung điện Brühl.

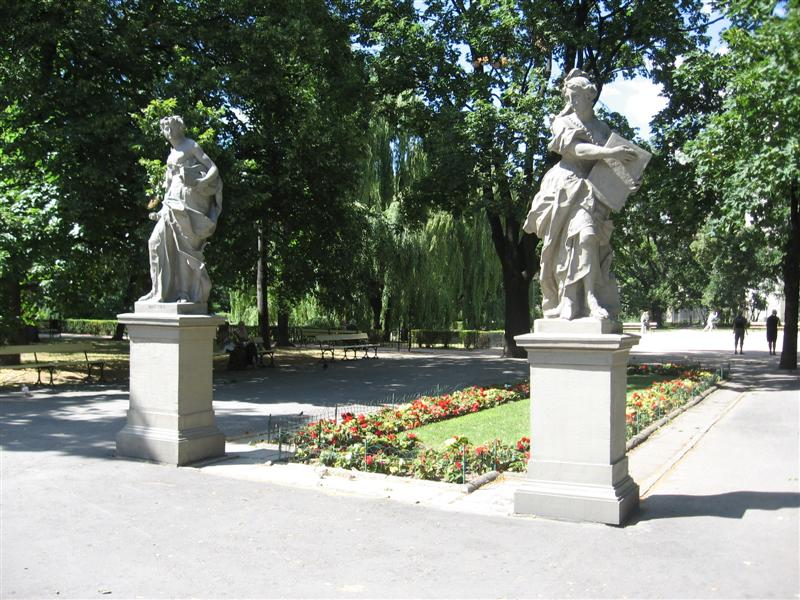
Tác phẩm điêu khắc Rococo.

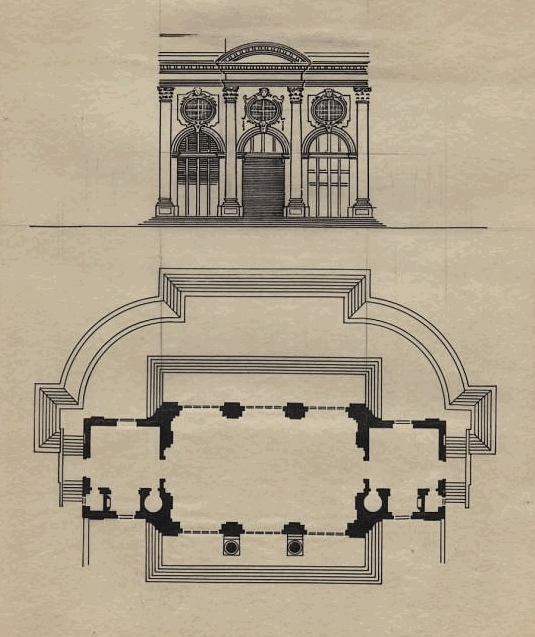
Salon lớn.

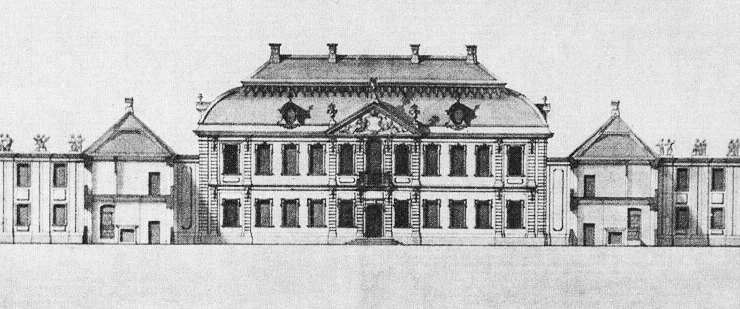
Cung điện Blue.

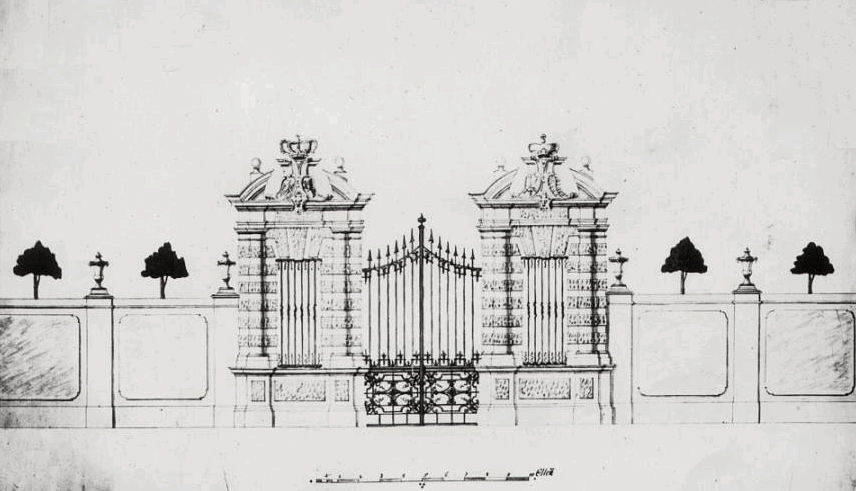
Cổng sắt.

### Thế kỷ 19 và 20

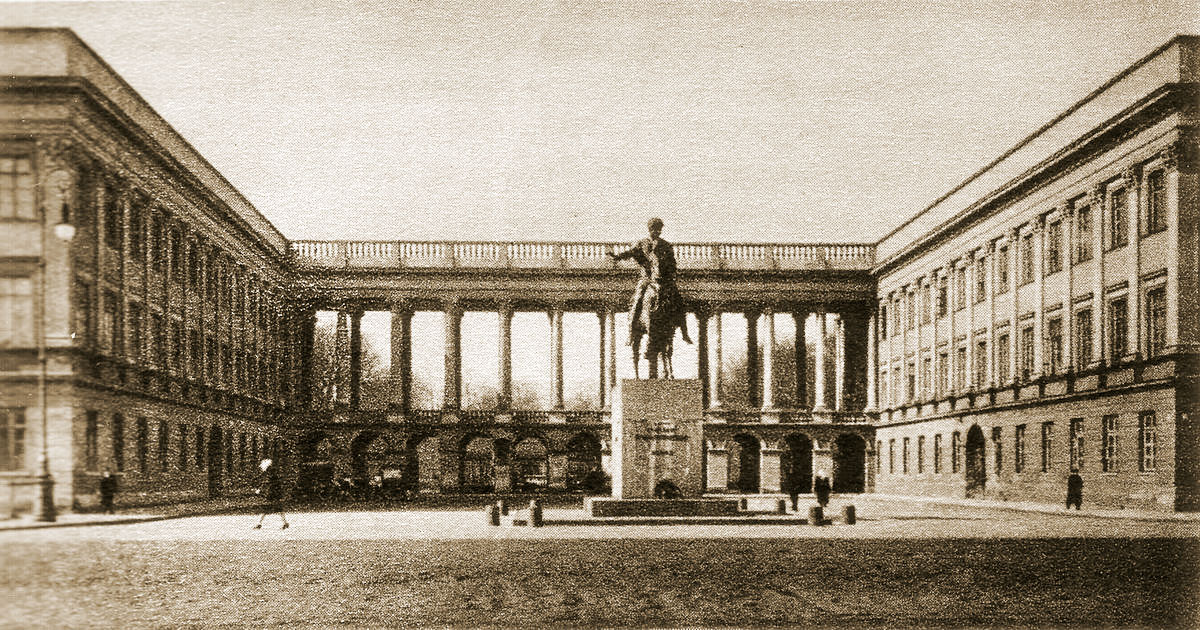
Cung điện Saxon

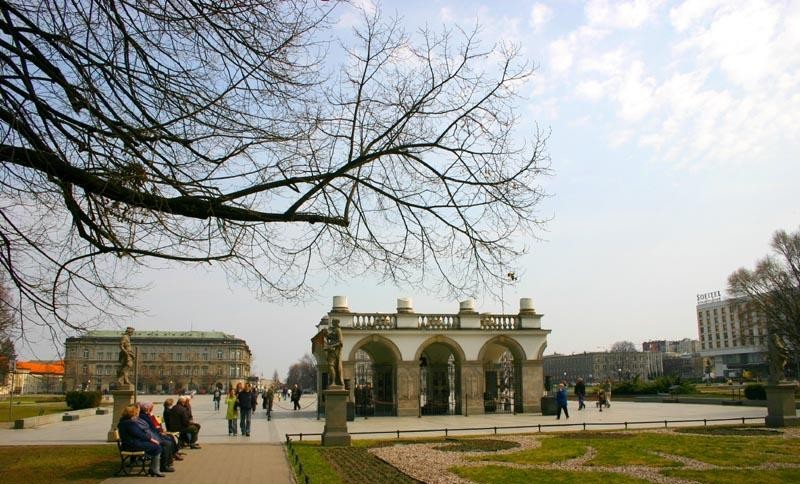
Ngôi mộ của người lính vô danh